# تاريخ نظريات الأثير والكهرباء
تاريخ نظريات الأثير والكهرباء هو أحد الكتب الثلاثة التي كُتبت بوساطة عالم الرياضيات البريطاني السير أدموند تايلور ويتاكر في تاريخ نظرية الكهرومغناطيسية، مغطيًا التطور في المغناطيسية الكلاسيكية، والبصريات، ونظريات الأثير.
أول إصدار للكتاب ترجم من عصر ديسكارت نحو القرن التاسع عشر، ونشر في 1910 بوساطة لونغمان. غطى الكتاب تطور نظريات الأثير، وتطور نظرية الكهرومغناطيسية حتى القرن العشرين. ثاني إصدار ممتد ومنقح، واحتوى على مجلدين، ونُشر مبكرًا في 1950 بوساطة توماس نالزون؛ ووسع مجال التضمين في الربع الأول من القرن العشرين. المجلد الأول ترجم النظريات الكلاسيكية؛ ونشر في 1951، ونقح وتطور حتى تحول إلى الكتاب الأول. المجلد الثاني ترجم النظريات الحديثة 1900 - 1926؛ ونشر بعد سنتين في 1953. توسع هذا العمل حتى شمل السنوات من 1900 - 1926؛ رغم الجدل وسوء سمعة ويتاكر في النظرة التاريخية إلى النسبية الخاصة، التي غطاها في مجلد من إصدارين، تعد الكتب مراجع في الكهربائية والمغناطيسية، ومرجعاً كلاسيكيًا في تاريخ الفيزياء.
طُبع الكتاب، ولكنه سرعان ما نفد بداية 1920. آمن ويتاكر بأن الإصدار الجديد ينبغي أن يتضمن التطور في الفيزياء التي أخذت حيزًا في القرن العشرين. كتب ونشر الإصدار الثاني النظريات الكلاسيكية في 1951. في 1953 في المجلد الثاني النظريات الحديثة 1900-1926; خاض ويتاكر جدالًا بأن هنري بويتكار وهنري لورينتز طورا نظرية النسبية الخاصة قبل ألبرت أينشتاين, وادعى أنه رفضها معظم المؤرخين في العلوم. ر رغم ذلك، فإن زيارات الكتاب كانت إيجابية، وكان يحتوي على عدد من الاقتباسات أكثر من المجلدات الأخرى.

## خلفية
في الأصل؛ كُتب الكتاب في الفترة التي لحقت مباشرة نشر أوراق إنشتاينر أنوس ميرابيلز. وبعد سنوات عدة، لحق بالعمل الأول لماكس بلانك. كانت فترة انتقالية بالنسبة للفيزياء؛ وخاصة نظريتَي النسبية والكم الحاصلة على الشعبية. الكتاب كان بمثابة وثيقة لتطور الكهرومغناطيسية, قبل الثورة الكمية وبعد ولادة الكمية الميكانيكية. كان ويتاكر عالم رياضيات راسخًا نتيجة لنشر هذا الكتاب؛ وقد احضر مؤهلات لا مثيل لها في تأليفاته. كما كان معلمًا في جامعة ترنتي؛ وذلك بعد انتخابه سنة 1896. أعطى ويتاكر محاضرات متقدمة في التحليل الطيفي، والفيزياء الفلكية، والبصريات الكهربائية. أول كتاب له التحليل الحديث نشر في 1902؛ وبقي مصدرًا معتمدًا لعلماء الرياضيات التطبيقية. وإصداره الثاني الديناميات التحليلية، وكتاب الفيزياء الرياضية؛ نشر في 1906، وكان مستندًا إلى كتاب فيكتور لينزن في 1952؛ يبقى أفضل إيضاح للموارد في أعلى مستوى محتمل.
ويتاكر كتب أول إصدار له في وقت فراغه، وعندما كان عمره سبعة عشر سنة؛ خلال الوقت نفسه، الذي كان يخدم أيرلندا بوصفه عالم الفلك الملكي من 1906، فصاعدًا, كان أفضل وقت له لتكريس الوقت من أجل دراسة المشروع؛ الذي عمل عليه حتى إطلاقه في 1910. وأيضًا خلال الفترة نفسها؛ نشر ويتاكر كتاب نظرية أدوات البصري في 1907. ونشر ثمانية أوراق مع ستة أخرى في علم الفلك. في خلال الفترة نفسها؛ وأيضًا أكمل التدريب على البحث الجوهري في الديناميات التحليلية في جامعة ترنتي في دبلن خلال هذه الفترة.
النسخة الأصلية من الكتاب تعد مرجعًا عالميًا موثوقًا فيه في تاريخ الفيزياء؛ رغم صعوبته في القرن 1920. عندما نفذت المطابع من النسخة الأولى؛ كان هنالك تأجيل طويل قبل نشر النسخة المنقحة في 1951 و1953. قال ويتاكر في مراجعته بتعبيره الخاص: «أية مشكلة جديدة ينبغي أن توصف أصول نظرية النسبية والكمية، وتطورهما خلال 1900». المهمة تطلبت وقتًا وخبرة أكثر مما قضاه بوصفه عالم رياضيات، لذا أوقف المشروع حتى تقاعد من الأستاذية في جامعة أيدنبرغ في 1946.

## من عصر ديسكارت، إلى نهاية القرن التاسع عشر
كتب الإصدار الأول من الكتاب في 1910؛ وأعطى تفاصيل عن نظريات الأثير وتطورها؛ من ريني ديسكارتس إلى هيندرك لورينتز وألبرت أينشتاين، وتتضمن مساهمات هيرمان مينكاوسكي، ويركز المجلد بغزارة على نظريات الأثير. فراداي وجيمس كليرك ماكسويل رسولًا لدراسة كل فصل. ويتاكر كان مؤرخًا محترمًا وراسخًا في العلوم. نفدت جميع نسخ الكتاب، ولم يتوفر لسنين عدة قبل نشر الإصدار الثاني، ورفض ويتاكر إعادة طباعته ونشره في الولايات المتحدة في 1925. الكتاب حاليًا في متناول العامة في الولايات المتحدة وأعيدت طباعته بوساطة العديد من الناشرين.
الكتاب يتألف من اثنا عشر فصل؛ ويبدأ بمناقشة نظريات الأثير في القرن 17 ويركز بغزارة على ريتي ديسكارتس, والنهاية تناقش مع نظريات الكهربائية والأثير في نهاية القرن (19). وغطى على نطاق واسع إسهامات إسحاق نيوتن وريني ديسكارتس ومايكل فرادادي وجيمس كليرك ماكسويل وجي جي تومسون. يتبع الكتاب التسلسل المنطقي للتطور، لذا الفصول معتمدة إلى حد ما. لا يتبع الكتاب -بالكامل- التسلسل الزمني،  ويستعمل عامل التحليل لإيضاح وتفسير جدول المحتويات في بدايته من أجل أولئك غير المألوفين مع عامل التدوين.
يغطي الفصل الأول تطور نظرية الأثير في القرن (17)؛ بدايةً بتخمينات ديكارت. وركز الفصل على إسهامات كل منكريستيان هيوجينز واسحاق نيوتن. بينما أبرز أعمال كل منبيتروس بيروغرنس وويليام غيلبرت وتيري دي فيرمت وروبرت هوك وغاليليوم واول رومير. غطى الفصل الثاني التطورات الداخلية للرياضيات في حقل المغناطيسية قبل إدخال عامل القدرة، والقدرة العددية. غطى الفصل الثالث الكلفانية، بدايةً بلويجي كالفاني، وتوسعت مع جورج ونظريته في الدائرة. غطى الفصل الرابع التطور المبكر في نظرية الأثير الأميني بدايةً من جيمس باردلي إلى أوغست جين فريسنل. غطى الفصل الخامس معظم التطورات التي حصلت في نصف القرن التاسع عشر مع بعض الإسهامات بوساطة جوزيف فالنتين بوسنيكس ولورد كالفن، وهنا كانت فكرة الأثير الأميني على غرار فكرة المطاط المتصلب. ركز الفصل السادس خصوصًا على تجارب مايكل فراداي. ناقش الفصل السابع الرياضيين الذين عملوا بعد فراداي؛ ولكن قبله جيمس كليرك ماكسويل من تبنى رؤية الأحداث والقياس في خطوط القوة لفراداي. وناقش الفصل الإسهامات التي قدمت من فرينز نيومن وواليم ادوارد ويبر ووينتهارد ويمان ووجيمس بريسكوت جويل وهيرمان فون هيلمولتز ولورد كالفن وغوستاف غيركوف وجين بيلتز. ركز الفصل الثامن على إسهامات ماكسويل في الكهرومغناطيسية. وناقش الفصل 9 بنحو أبعد التطورات في الأثير بعد نشر إسهامات ماكسويل بوساطة لورد كالفن وكارل أنتون جينكوز وجيمس ماكولاغ وبيرنهارد ريمان وجورج فرانسيس فيتسكرالد وويليام ميتجونسون هيكز. غطى الفصل العاشر؛ الفيزياء حسب مسارات ماكسويل في منتصف القرن التاسع عشر مع إسهامات من هيلمولتز وفيتزجرالد وويبر وهاندريك لورينتز ورولاند وتومسون وأوليفر هيفيسايد وجون هنري بوينتك وهينرك هيرتز وجون كير. غطى الفصل 11 التوصيل في المواد الصلبة والغازية، موسعًا من أعمال فراداي المذكورة في الفصل السادس لتومسون. ووصف الفصل الاخير، نظريات الأثير في أواخر 1800 منتهيًا بأعمال أوين ويلانز ريكاردسون في منعطف القرن.